# Miltochrista destrigata
Miltochrista destrigata är en fjärilsart som beskrevs av Embrik Strand 1922. Miltochrista destrigata ingår i släktet Miltochrista och familjen björnspinnare. Inga underarter finns listade i Catalogue of Life.